# Alexandru Dimitrie Ghica
Alexandru Dimitrie Ghica (n. 1796, Țara Românească – d. ianuarie 1862, Napoli, Italia) a fost primul domnitor regulamentar al Țării Românești, între aprilie 1834 și 7 octombrie 1842, iar mai târziu caimacam între 4 iulie 1856 - octombrie 1858.

## Biografie
S-a născut în 1795, fiind fiul lui Dimitrie Alexandru Ghica (mare ban) din a treia căsătorie a acestuia cu Elena Razu; era deci fratele bun al lui Mihail Ghica și frate (după tată) cu Grigore al IV-lea Ghica. Ar fi trebuit să fie numit domnitor conform Regulamentului organic de o Adunare obștească extraordinară, însă datorită convenției speciale din ianuarie 1834 de la Sankt Petersburg, s-a hotărât în mod excepțional ca domnitorii Moldovei și Munteniei să fie numiți de către ruși și turci. A fost numit ca domnitor de turci, în  înțelegere cu rușii, odată cu numirea lui Mihail Sturdza în Moldova de către turci, după încetarea ocupației rusești (1828 - 1834). Ion Ghica, în una dintre scrisorile sale către Vasile Alecsandri notează: „Pe la mijlocul anului 1834, spătarul Alexandru Dimitrie Ghica, fratele fostului domn Grigorie Dimitrie Ghica, fusese rădicat la scaunul domniei după recomandarea amicului său, generalului rus comite Pavel  Kiseleff, care a guvernat Principatele de la anul 1829 până la 1834 cu titlul de prezident cu deplină putere al divanurilor.” Ceremonialul propriu-zis al învestiturii lui Alexandru Dimitrie Ghica, împreună cu Mihail Sturdza, a avut loc la Constantinopol la 19 mai 1834, când cei doi domnitori, cu fesul pe cap și cu barba tunsă mărunt, au făcut temenele sultanului și i-au sărutat piciorul. Ceremonia urcării pe tron a avut loc la București, la 14/26 octombrie 1834, în ctitoria familiei, biserica Sf. Spiridon, urmată, seara, de o reprezentație de gală. 
Alexandru Dimitrie Ghica trebuia să guverneze în spiritul și litera Regulamentului organic. Pentru a controla situația, Rusia îl înconjoară cu agenți devotați, greci și ruși, punându-l sub controlul strict al consulului său, baronul Petru Rückmann, care s-a amestecat în toate afacerile interne ale țării, devenind arbitru între domnitor și restul administrației. Chiar de la început, consulul baron Petru Rückmann i-a impus domnitorului ca miniștri pe doi boieri potrivnici personali  ai lui Alexandru Ghica. Ingerințele consulului rus au trezit o opoziție națională în Adunarea obștească, ceea ce îl încurcă și mai mult pe domnitor și, zăpăcindu-l, îl face să cadă în greșeli tot mai mari de pură conducere (1837). Existau și alte cauze care au făcut ca opoziția față de domnitor să devină activă. Alexandru Dimitrie Ghica, când a ajuns domnitor i-a numit pe cei doi frați ai săi, Mihai (Mihalache) și Costache, primul la Interne, iar al doilea șef al miliției. Cei doi frați ai domnitorului au fost apoi calificați în repetate rânduri ca incapabili și răuvoitori.    
Situația se încurcă și mai mult în 1838, când noua Adunare obștească respinge cererea rușilor de a adăuga în Regulamentul Organic un articol nou care tindea să sugrume independența internă a țării. Rușii însă triumfă, prin obținerea unui firman în acest sens de la Poartă, prin care aceasta poruncea Adunării obștești să accepte introducerea articolului. Tot în anul 1838 , domnitorul a trebuit să facă față unui  complot organizat de Ion  Câmpineanu, reprezentantul boierimii liberale, care considera că și Regulamentele și numirea domnitorilor direct de către țar și sultan erau ilegale. Câmpineanu cerea  adoptarea unei constituții, unirea principatelor și proclamarea independenței lor. Programul mișcării, antirus și foarte  liberal, în special așa-numita „Constituția românilor”, prevedea introducerea unei forme de guvernare constituționale și reprezentative, egalitatea în fața legilor, libertăți individuale foarte largi, toate acestea de câștigat la capătul unui „război al independenței.” Mișcarea a fost însă descoperită, chiar atunci când organizatorul ei se întorcea în țară, dintr-o călătorie prin Anglia și Franța, unde căutase să obțină sprijin pentru răscoală. Ion Câmpineanu care se întorsese la București a fost închis în martie 1840 la mănăstirea Mărgineni, eveniment pe care domnitorul Alexandru Dimitrie Ghica l-a anunțat printr-o scrisoare pe Reșid-pașa, ministrul de externe turc. Ion Câmpineanu va fi eliberat aproximativ în martie 1841, când devenise grav bolnav în închisoare.   
Tot în timpul domniei lui Alexandru Dimitrie Ghica, în 1840, boierimea liberală a organizat un nou complot, condus de Dimitrie (Mitică) Filipescu, printre complotiști numărându-se și Nicolae Bălcescu, Cezar Bolliac, Eftimie Murgu. Spre deosebire de Câmpineanu, Filipescu s-a declarat adeptul ameliorărilor treptate și pașnice. Programul său propunea desființarea clăcii și rezolvarea problemei agrare prin împroprietărirea țăranilor. Și acest complot a fost descoperit, iar participanții trimiși pentru mulți ani la temniță; Filipescu a fost închis la mănăstirea Snagov.
Alexandru Dimitrie Ghica nu era în relații bune nici cu rușii nici cu țara; cu primii pentru că nu aveau o unealtă energică, iar țara, pe de altă parte, se vedea lovită, din cauza acțiunilor rusești, în dezvoltarea sa culturală și națională. O piedică a guvernului domnitorului a constituit-o și opoziția personală a mitropolitului Neofit, întreținută de ruși, opoziție care, în același timp, exprima și nemulțumirile celorlalți. Această situație era hrănită de ruși, în pofida contra-acțiunii consulului francez. Pentru a-i satisface pe turci, Alexandru Dimitrie Ghica sfărâmă Eteria sârbo-bulgară la Brăila, care pregătea în țară intervenția militară a Rusiei (1841). Domnitorul a dat dispoziție pentru arestarea bulgarilor, care în doi ani succesivi, 1841 și 1842 făcuseră un complot la Brăila, cu scopul de a trece peste Dunăre și a scutura jugul turcesc. Alexandru Dimitrie Ghica a luat și alte măsuri nepopulare: a retras subvenția Societății Filarmonice și a acordat-o unei trupe germane.  
Noua Adunare Obștească din 1842 răspunde mesajului domnesc cu o adresă în care se făcea o critică radicală domniei lui Alexandru Dimitrie Ghica. Gheorghe Bibescu a profitat de această ocazie pentru a-l acuza că este „un albanez străin de țară”. Deputații Adunării Obștești afirmau răspicat că nu puteau coopera cu domnitorul Ghica, iar plângerea a fost trimisă rușilor și turcilor. Poarta a decis să se facă o anchetă, care s-a încheiat cu o serie de concluzii defavorabile domnitorului. Ca urmare, domnitorul Alexandru Dimitrie Ghica a fost destituit la 7/19 octombrie 1842, printr-un firman al Porții. Alexandru Dimitrie Ghica, aflând vestea detronării, a plecat la Brașov, fără a mai aștepta înfăptuirea actului de către emisarul otoman Savfet Efendi. Ajuns la Brașov, Alexandru Dimitrie  Ghica a plecat, după 15 zile, la Viena, unde a rămas până în 1853. Conducerea Țării Românești a fost preluată de o căimăcămie din trei: frații Bibescu și Barbu Știrbei, care au acționat pe baza dispozițiilor primite de la consulul rus I. A. Dașcov. În scrierea La Valachie moderne (1848) Aurélie de Soubiran a observat că Ghica a fost înfrânt de o „revoluție parlamentară”.
A făcut și lucruri bune: a construit școli și un teatru, a organizat armata, a inițiat emanciparea țăranilor. În 1834 a înființat orașul Alexandria. În 1832, înainte de a fi domnitor, pe moșia sa din Căciulați-Pașcani, unde erau și casele prințului, a pus temelia bisericii cu hramul Adormirea Maicii Domnului, de cărămidă tencuită cu var și cu o turlă de scânduri groase de stejar, acoperită cu tablă. Pe fața dinspre apus a turlei se montase un ceas care bătea orele. În pisania înnoită scrie: „Această sfântă biserică s-a făcut din temelie de prea piosul Alexandru Ghica,  domnul Țării Românești, la 1832 și s-a restaurat din nou de doamna Maria Blaremberg, proprietara moșiei, la 1890.” La intrarea bisericii, în dreapta, se află un portret, bust trei sferturi, în ulei pe pânză al ctitorului, iar pe o plăcuță de alamă este scris „Alexandru Ghica domnul Țării  Românești a ridicat din temelii acest sfânt lăcaș, în anul 1832.” Pictura aparține lui Gheorghe Ioanid. În Căciulați, Ilfov se află clădirea palatului domnesc Alexandru Ghica, cu un parc cu arbori seculari; în prezent, palatul neoclasic este casa de odihnă a Academiei Române.
Alexandru Dimitrie Ghica a avut un aport semnificativ în domeniul promovării învățământului. Astfel, domnitorul semnează un decret din 5 octombrie 1835 prin care se hotărăște că nu se pot primi în slujbele Statului  decât cei care au absolvit cu laudă cursul învățăturilor: clasele primare sunt obligatorii pentru scriitori, învățăturile gradului al doilea pentru posturile de până la șef de masă; gradul al treilea, pentru șefi de secție și mai mult.
În august 1838 ia ființă la București, în clădirea spitalului Dudești, o școală ostășească de tip inferior, cu un prim efectiv de 65 ostași elevi. Ca inițiator al acestei instituții, banul Mihail Ghica împreună cu Petrache Poenaru, primesc mulțumiri oficiale pentru „organizarea Școlii pentru învățătura de carte a cinurilor ostășești de jos. Din inițiativa domnitorului s-a construit prima cazarmă din București, pe Dealul Spirii, căreia i s-a și spus cazarma Alexandria. „Avea două rânduri de case , cu curte la mijloc, în formă de paralelogram.”
În anul 1838 se hotărăște înființarea de școli sătești. În anul următor, Eforia școalelor trimite tuturor comunelor planul model de clădire pentru școlile sătești.
Tot în anul 1838, la 19 februarie are loc primul spectacol român de operă la București cu Norma, în interpretarea elevilor Școalei Filarmonice, ocazie cu care a fost emisă o medalie pe care se vedeau stemele reunite ale țărilor române și inscripția RUMANIA.
La începutul anului 1842, tot în timpul domniei lui Alexandru Dimitrie Ghica, pe lângă spitalul Colțea din București își începe activitatea „Școala de mică chirurgie.” Întors de la Paris cu diploma de doctor în medicină, Nicolae Kretzulescu ceruse domnitorului sprijinul pentru înființarea unei școli de mică chirurgie, plănuită pe o durată de doi ani, cu predarea anatomiei și fiziologiei umane, în primul an, apoi teoria chirurgiei „cu deprinderea studenților în salele de bolnavi a cunoaște și a trata boalele a căror teorie va fi ascultată în cursul de hirurgie.” Din cauza neînțelegerii unor medici, regulamentul școlii publicat în „Buletinul oficial” preciza teme de studiu de un nivel foarte coborât: „a lua sânge, a pune lipitori, ventuze, vizicători, a  scoate și a curăți dinții, a altoi.”
În 1842, Alexandru Dimitrie Ghica inițiază ridicarea unui sediu al Sfatului orășenesc -ospelul comunal (în fosta Piață de flori). Conform planurilor făcute de Xavier Villacrosse, arhitectul orașului, clădirea urma să aibă în partea dinspre uliță 12 stânjeni lungime și 9 lărgime, cu excepția părții din mijloc care ieșea în afară cu doi stânjeni mai mult decât restul. 
Alexandru Dimitrie Ghica a fost caracterizat ca fiind un „om bun, însă fără curaj ... prieten al țării, dar mai mult încă al postului său”.
Mult mai târziu, după ieșirea de la domnie a lui Barbu Știrbei, în 1856, este numit de guvernul turc caimacam al Munteniei (4 iulie 1856- 18 octombrie 1858).  Ca aport în domeniul învățământului, al   caimacamului   Alexandru Dimitrie Ghica,  este de menționat înființarea în 1856 a Școlii de felceri civili și militari de la Mihai vodă, care a funcționat până în anul 1858, când prin ofisul nr. 1092 din 16 august al caimacamului s-a transformat în Școala  Națională de medicină și farmacie, destinată să formeze „ofițeri de sănătate"  și farmaciști pentru serviciul sanitar al spitalelor și districtelor, precum și veterinari pentru  campanii  și care în februarie 1867 s-a transformat în Facultate de medicină.       
În interesul învățământului, caimacamul dispune trimiterea în străinătate într-o călătorie de studii pe termen de 6 luni, a directorului școlilor publice profesor Gheorghe Costaforu  pentru cercetarea situației din „centrele de învățătură” din Germania, Franța și Elveția și „întocmirea unui plan de bibliotecă sistematică și aleasă a cărților de învățătură ce au a se introduce în școalele noastre.”       
În octombrie 1858 a trebuit să elibereze postul, pe care l-au ocupat trei caimacami: Ioan Manu, Emanuil Băleanu și Ioan Alexandru Filipescu. Bătrân și bolnav, a plecat la Napoli, pentru a-și îngriji sănătatea. A luptat pe față pentru unire și  a reușit să submineze aspirațiile la tronul Principatelor Unite ale lui Gheorghe Bibescu și Barbu Știrbei. S-a implicat în problema provocată de alegerile pentru divanurile ad-hoc. A îngăduit revenirea din exil a pașoptiștilor și astfel a facilitat formarea partidei naționale condusă de fostul său colaborator, generalul Nicolae Golescu. În 1858, Convenția de la Paris admite o parte dintre punctele acestor divanuri, instituie caimacamii de trei până la alegerea noilor domnitori, iar Alexandru Dimitrie Ghica este eliberat din funcție (29 octombrie 1858).
Referitor la viața sa personală, este de amintit că o dragoste de mulți ani l-a legat de contesa Elisabeta von Suchtelen, soția lui von Suchtelen, rus de origine suedeză, fără însă  ca Alexandru Dimitrie Ghica să se fi căsătorit cu aceasta. În manuscrisele din Arhiva  Ghica, existente la Biblioteca Academiei Române, se află două scrisori către Alexandru Dimitrie Ghica, în limba greacă, semnate de contesa von Suchtelen, în care își manifesta simțămintele de dragoste față de omul iubit.
A decedat în ianuarie 1862, în Capodimonte, Italia. Un preot de la capela rusă din Napoli l-a însoțit pe ultimul drum pe Alexandru Dimitrie Ghica, fostul domn și caimacam al Țării Românești, ultimul din marea sa familie care deținuse un tron în Principate. Alexandru Ioan Cuza  a organizat și a luat parte el însuși la ceremonia înhumării rămășițelor pământești ale lui Alexandru D. Ghica în biserica necropolă a familiei acestuia de la mănăstirea Pantelimon. În anul 1994, rămășițele pământești ale lui Alexandru Dimitrie Ghica au fost reînhumate în biserica întemeiată de el la Alexandria. Odată cu osemintele domnitorului a fost adus în biserica „Sfântul Alexandru” din Alexandria și monumentul funerar pe care Alexandru Ioan Cuza îl comandase la meșterii pietrari din Neapole, sculptat în marmură de Carrara.

## Mențiuni în enciclopedii
Meyer's Konversations Lexicon, vol.12, 1848, p. 965 conține articolul: Ghika (Geneal. u. Biogr.) în care, alături de alți membri ai familiei Ghika este menționat Alexander, 1795 geboren [născut în 1795]